# Municipio de Jackson (condado de Douglas)
El municipio de Jackson (en inglés: Jackson Township) es un municipio ubicado en el condado de Douglas en el estado estadounidense de Misuri. En el año 2010 tenía una población de 239 habitantes y una densidad poblacional de 2,53 personas por km².

## Geografía
El municipio de Jackson se encuentra ubicado en las coordenadas 36°49′57″N 92°22′22″O / 36.83250, -92.37278. Según la Oficina del Censo de los Estados Unidos, el municipio tiene una superficie total de 94.65 km², de la cual 94,41 km² corresponden a tierra firme y (0,25 %) 0,24 km² es agua.

## Demografía
Según el censo de 2010, había 239 personas residiendo en el municipio de Jackson. La densidad de población era de 2,53 hab./km². De los 239 habitantes, el municipio de Jackson estaba compuesto por el 97,91 % blancos, el 0,84 % eran afroamericanos y el 1,26 % eran de una mezcla de razas. Del total de la población el 0,42 % eran hispanos o latinos de cualquier raza.